# Norwegian International 1992
Die Norwegian International 1992 im Badminton fanden vom 6. bis zum 8. November 1992 in der Jotunhallen in Sandefjord statt.

## Sieger und Platzierte
| Disziplin    | Gold                                    | Silber                         | Bronze                            |
| ------------ | --------------------------------------- | ------------------------------ | --------------------------------- |
| Herreneinzel | Steve Butler                            | Robert Liljequist              | Tomas Johansson                   |
| Herreneinzel | Steve Butler                            | Robert Liljequist              | Patrik Andreasson                 |
| Dameneinzel  | Catrine Bengtsson                       | Helle Andersen                 | Astrid Crabo                      |
| Dameneinzel  | Catrine Bengtsson                       | Helle Andersen                 | Maiken Mørk                       |
| Herrendoppel | Martin Lundgaard Hansen Michael Søgaard | Rikard Rönnblom Erik Söderberg | Peter Christensen Thomas Damgaard |
| Herrendoppel | Martin Lundgaard Hansen Michael Søgaard | Rikard Rönnblom Erik Söderberg | Christian Fisher Stefan Sjöö      |
| Damendoppel  | Trine Pedersen Anne Mette Bille         | Rikke Broen Helene Kirkegaard  | Emma Edbom Malin Erlandsson       |
| Damendoppel  | Trine Pedersen Anne Mette Bille         | Rikke Broen Helene Kirkegaard  | Helle Andersen Maiken Mørk        |
| Mixed        | Lars Pedersen Anne Mette Bille          | Thomas Damgaard Rikke Broen    | Rikard Gruvberg Astrid Crabo      |
| Mixed        | Lars Pedersen Anne Mette Bille          | Thomas Damgaard Rikke Broen    | Trond Wåland Camilla Wright       |